# Alex Lawther
Alexander Jonathan Lawther (Petersfield, Hampshire; 4 de mayo de 1995), conocido como Alex Lawther, es un actor británico. Es conocido por interpretar el papel del joven Alan Turing en la película The Imitation Game (2014), por su aclamado papel como Kenny en el episodio "Shut Up and Dance" en la tercera temporada de la serie Black Mirror y por interpretar a James en la serie de drama de Netflix The End of the F***ing World (2017).

## Biografía

### Primeros años
Alex nació en Petersfield, Hampshire. Es el más joven de tres hermanos, sus padres trabajan como abogados y su hermano mayor, Cameron Lawther, es un productor de cine. Su hermana mayor, Ellie, estudia maestría en Políticas Públicas en la Universidad del Sur de California.

### Carrera
Su debut profesional fue a los 16 años, cuando interpretó a John Blakemore en David Hare 's South Downs en el Festival de Teatro de Chichester. Su debut en el cine fue en la película The Imitation Game en donde interpretó al joven Alan Turing. En 2015 tuvo un papel secundario en la película X+Y. En 2016 apareció en el episodio "Shut up and Dance" de la serie Black Mirror. En 2017 tuvo el rol protagónico en la serie original de Netflix llamada The End of the F***ing World.
En 2021 debuta como director del video musical titulado Fountainhead del cantante Linus Fenton. Se estrenó el 29 de octubre del 2021. 

## Reconocimiento
Alex ha sido reconocido por la actriz Maggie Smith por su gran trabajo, diciendo que "la mayoría de nosotros pasamos la vida tratando de hacer lo que has logrado". También se le ha comparado con el actor Ben Whishaw, a quien Lawther cita como uno de sus ídolos.

## Filmografía

### Cine
| Año  | Título                               | Rol                 | Notas               | Ref.   |
| ---- | ------------------------------------ | ------------------- | ------------------- | ------ |
| 2010 | The Fear                             | The Boy             | Cortometraje        |        |
| 2013 | Benjamin Britten: Peace and Conflict | Benjamin Britten    | Docudrama           | [ 8 ]  |
| 2014 | The Imitation Game                   | Alan Turing         | Versión joven       | [ 4 ]  |
| 2014 | X+Y                                  | Isaac Copper        |                     |        |
| 2015 | Yussef is Complicated                | Rory                | Cortometraje        |        |
| 2016 | Departure                            | Eliot               |                     | [ 9 ]  |
| 2016 | Narrated By                          | Sam Simpowitz       | Cortometraje        |        |
| 2017 | Freak Show                           | Billy Bloom         | Personaje principal | [ 10 ] |
| 2017 | Ghost Stories                        | Simon Rifkind       |                     | [ 11 ] |
| 2017 | Goodbye Christopher Robin            | Christopher Robin   | Versión adulta      | [ 12 ] |
| 2018 | Old Boys                             | Amberson            |                     | [ 13 ] |
| 2018 | Alex's Dream                         | Alex Morin          |                     | [ 14 ] |
| 2019 | The Translators                      | Alex Goodman        |                     | [ 15 ] |
| 2019 | Miss Fortunate                       | Jack                | Cortometraje        | [ 16 ] |
| 2020 | Spark                                | Theo                | Cortometraje        | [ 17 ] |
| 2021 | The French Dispatch                  | Morisot             |                     | [ 18 ] |
| 2021 | The Last Duel                        | Joven Rey Carlos VI |                     |        |
| 2021 | Earwig                               | Laurence            |                     | [ 19 ] |
| 2022 | Samovar                              | Anton               | Cortometraje        |        |
| 2022 | Le Patient                           | Bastien             |                     | [ 20 ] |

### Televisión
| Año       | Título                       | Rol                    | Notas | Ref.   |
| --------- | ---------------------------- | ---------------------- | --- | ------ |
| 2014      | Holby City                   | Fred Bamber            | 1 episodio | [ 21 ] |
| 2015      | Virtuoso                     | Battista               | Piloto | [ 22 ] |
| 2015      | William                      | Freddy                 | Corto de televisión                                                                                           |        |
| 2016      | Black Mirror                 | Kenny                  | Episodio: "Shut Up and Dance"                                                                                 | [ 5 ]  |
| 2017      | Carnage                      | Joseph                 | Falso documental                                                                                              | [ 23 ] |
| 2017      | Howards End                  | Tibby                  | Miniserie | [ 24 ] |
| 2017-2019 | The End of the F***ing World | James                  | Personaje Principal                                                                                           | [ 6 ]  |
| 2020      | Unprecedented                | Zac                    | 1 episodio | [ 25 ] |
| 2020      | Grand Amour                  |                        | Película para Televisión                                                                                      |        |
| 2021      | The Owl House                | Philip Wittebane (voz) | 3 episodios                                                                                                   |        |
| 2021      | Summer Camp Island           | Amigo de Mildred       | Episodios: "Susie and her Sister Chapter 3: Mildred's Friend", "Jar Guard", "Bear With Me" y "Crossaint Moon" |        |
| 2022      | Lloyd of the Flies           | Abacus Woodlouse       | Voz |        |
| 2022      | Andor                        | Karis Nemik            | 4 episodios                                                                                                   |        |
| 2025      | Alien: Earth                 | CJ                     | |        |

### Radio
| Año  | Título                      | Rol            | Notas                        |
| ---- | --------------------------- | -------------- | ---------------------------- |
| 2011 | South Downs                 | John Blakemore | Chichester Festival Theatre  |
| 2012 | South Downs                 | John Blakemore | Harold Pinter Theatre        |
| 2013 | Fault Lines                 | Ryan           | Hampstead Theatre            |
| 2014 | How to Say Goodbye Properly | Toby           |                              |
| 2014 | Rock Me Amadeus             | Charlie        | BBC Radio 4                  |
| 2015 | Decline and Fall            | Peter          |                              |
| 2020 | Murmurs                     | Lloyd          | Episode: "Man's Best Friend" |
| 2022 | Hamlet                      | Hamlet         | Park Avenue Armory           |

### Videos musicales
| Año  | Artista        | Canción                    | Ref.          |
| ---- | -------------- | -------------------------- | ------------- |
| 2020 | Declan McKenna | «The Key to Life on Earth» | [ 26 ] [ 27 ] |